# Trat (tỉnh)
Trat (tiếng Thái: ตราด, phiên âm: Tơ-lát) là một tỉnh miền Trung của Thái Lan. Tỉnh này giáp các tỉnh Battambang, Pursat, Koh Kong của Campuchia tại bờ biển của vịnh Thái Lan, Chanthaburi về phía Đông Bắc. Trat nổi tiếng có ngành khai thác và buôn bán đá quý như ngọc, kim cương...

## Các đơn vị hành chính địa phương
Tỉnh này được chia ra thành 5 huyện (Amphoe) và 2 tiểu huyện (King Amphoe). Có 38 xã (tambon) và 254 thôn (buôn, sóc, bản, làng, ấp, mường) (muban).
| Amphoe                                      |                        | King Amphoe           |
| ------------------------------------------- | ---------------------- | --------------------- |
| 1. Mueang Trat 2. Khlong Yai 3. Khao Saming | 1. Bo Rai 2. Laem Ngop | 1. Ko Kut 2. Ko Chang |